# NGC 4414
NGC 4414, även känd som den Dammiga spiralgalaxen, är en spiralgalax utan stav belägen ca 62 miljoner ljusår från solsystemet i stjärnbilden Berenikes hår. Den upptäcktes den 13 mars 1785 av William Herschel.
NGC 4414 är en flockig spiralgalax med korta segment av spiralstruktur men utan de dramatiska väldefinierade spiralarmarna hos en storslagen spiralgalax.
Galaxen avbildades av Hubbleteleskopet 1995, som en del av Hubbleteleskopets huvuduppdrag att bestämma avståndet till galaxer, och återigen 1999 som en del av Hubble Heritage-projektet. Den har varit en del av ett pågående arbete med att studera dess Cepheid-variabla stjärnor. De yttre armarna ser blå ut på grund av den fortsatta bildningen av unga stjärnor och innehåller en möjlig lysande blå variabel med en absolut magnitud på −10.
NGC 4414 är också en isolerad galax utan tecken på tidigare interaktioner med andra galaxer och trots att den inte är en starburstgalax uppvisar den en hög densitet och rikedom av gas – både atomär och molekylär, där den förra sträcker sig långt bortom dess optiska skiva.
NGC 4414 är medlem i Coma I-gruppen, en grupp galaxer som ligger fysiskt nära Virgohopen.

## Supernovor
Fyra supernovor har observerats i NGC 4414:
- SN 1974G ( typ I, magnitud 13) upptäcktes av Miss W. Burgat den 20 april 1974.[10][11]
- SN 2013df ( typ  IIb, magnitud  14,4) upptäcktes av det italienska Supernovae Search Project den 7 juni 2013.[12][13]
- SN 2021J ( typ Ia, magnitud  12) upptäcktes av Automatic Learning for the Rapid Classification of Events (ALeRCE) den 1 januari 2021.[14]
- SN 2023hlf (typ II, magnitud  17,8) upptäcktes av Zwicky Transient Facility den 1 maj 2023.[15]

## Galleri

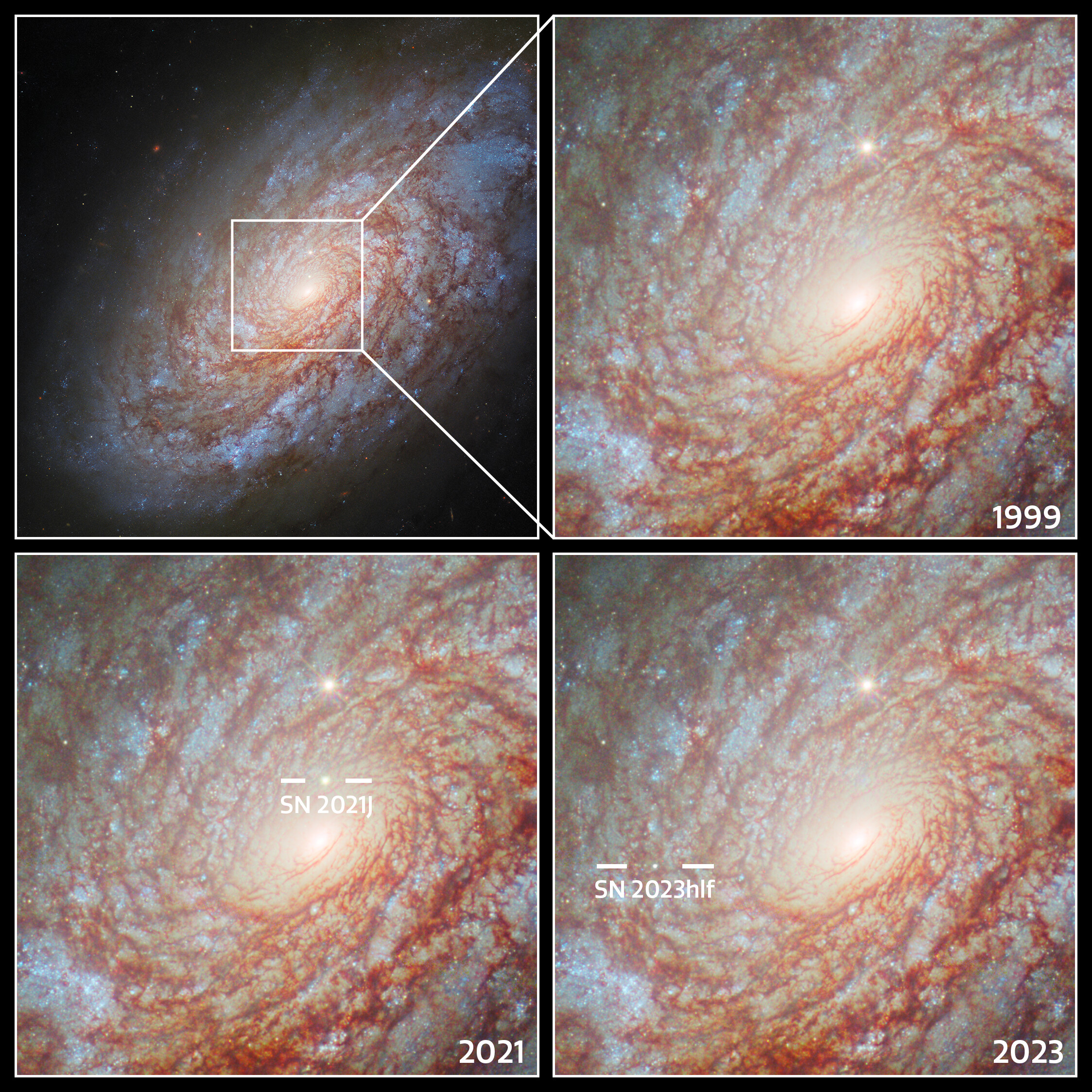
Hubbleteleskopets bild av NGC 4414, som visar SN 2021J och SN 2023hlf.